# Olympische Sommerspiele 1948/Teilnehmer (Philippinen)
| Gelbes Symbol für Goldmedaillen mit stilisierten Olympischen Ringen | Graues Symbol für Silbermedaillen mit stilisierten Olympischen Ringen | Braundes Symbol für Bronzemedaillen mit stilisierten Olympischen Ringen |
| ------------------------------------------------------------------- | --------------------------------------------------------------------- | ----------------------------------------------------------------------- |
| —                                                                   | —                                                                     | —                                                                       |

Die Philippinen nahmen an den Olympischen Sommerspielen 1948 in London mit einer Delegation von 26 männlichen Athleten an 18 Wettkämpfen in acht Wettbewerben teil.
Ein Medaillengewinn gelang keinem der Athleten. Fahnenträger bei der Eröffnungsfeier war der Basketballspieler Francisco Vestil.

## Teilnehmer nach Sportarten

### Basketball
- 12. Platz
Francisco Vestil
Lauro Mumar
Primitivo Martínez
Eduardo Fulgencio
Gabriel Fajardo
Felicisimo Fajardo
Eddie Decena
Andy de la Cruz
Ramón Campos
Manuel Araneta

### Boxen
- Ricardo Adolfo
Fliegengewicht: in der 1. Runde ausgeschieden

- Bonifacio Zarcal
Bantamgewicht: in der 1. Runde ausgeschieden

- Leon Trani
Federgewicht: in der 1. Runde ausgeschieden

- Ernesto Porto
Leichtgewicht: im Achtelfinale ausgeschieden

- Mariano Vélez
Weltergewicht: in der 1. Runde ausgeschieden

### Gewichtheben
- Rodrigo del Rosario
Federgewicht: 5. Platz

### Kunstwettbewerbe
- Hernando Ocampo
- Graciano Nepomuceno

### Leichtathletik
- Bernabe Lovina
100 m: im Vorlauf ausgeschieden
200 m: im Vorlauf ausgeschieden

### Ringen
- Francisco Vicera
Bantamgewicht, Freistil: in der 2. Runde ausschieden

### Schießen
- Martin Gison
Schnellfeuerpistole 25 m: 40. Platz
Freie Pistole 50 m: 25. Platz
Kleinkalibergewehr liegend 50 m: 43. Platz

- Albert von Einsiedel
Freie Pistole 50 m: 26. Platz
Kleinkalibergewehr liegend 50 m: 22. Platz

- César Jayme
Kleinkalibergewehr liegend 50 m: 17. Platz

### Schwimmen
- Sambiao Basanung
400 m Freistil: im Vorlauf ausgeschieden
1500 m Freistil: im Vorlauf ausgeschieden

- René Amabuyok
200 m Brust: im Halbfinale ausgeschieden

- Jacinto Cayco
200 m Brust: im Vorlauf ausgeschieden